# Brachisia calva
Brachisia calva är en tvåvingeart som beskrevs av Yang, Zhang och Yang 1995. Brachisia calva ingår i släktet Brachisia och familjen sorgmyggor.
Artens utbredningsområde är Zhejiang (Kina). Inga underarter finns listade i Catalogue of Life.